# Estación Iyohōjō
La estación Iyohōjō (伊予北条駅 Iyohōjō-eki?) es una estación de la línea Yosan de la Japan Railways que se encuentra en la ciudad de Matsuyama de la prefectura de Ehime. El código de estación es el "Y48".

## Características

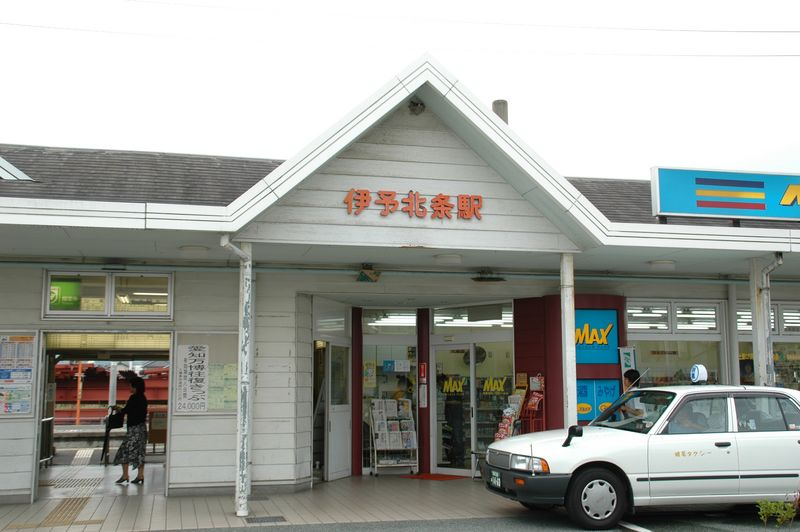
Estación Iyohojo (2005/07/10).

Fue la estación principal de la ciudad de Hōjō hasta el 1° de enero de 2005, momento en el que fue absorbida por la ciudad de Matsuyama.
El tramo que va hasta la estación Ciudad de Iyo, fue uno de los primeros de la línea Yosan en ser electrificados.
Hasta la estación Ciudad de Matsuyama compite con los autobuses de Ferrocarril Iyo, y hasta la estación Ciudad de Iyo lo hace con la línea Gunchū (郡中線 Gunchū-sen?) de la misma empresa. Por esta razón hay muchos servicios que tienen su cabecera en esta estación y los servicios en las horas no pico tienen una frecuencia de 30 minutos.

## Estación de pasajeros
Cuenta con dos plataformas, una plataforma con vías de un solo lado (andén 1) y otra plataforma con vías a ambos lados (andenes 2 y 3). 
El edificio de la estación y el área de control de boletos se encuentran del lado norte. Es una estación que cuenta con personal.
La estación posee un local de ventas de pasajes de la Japan Railways hacia cualquier estación de Japón, además hay varios locales comerciales.

### Andenes
| 1 | ● Línea Yosan |                                                                                         | Hacia Imabari, Saijō, Niihama, Iyomishima, Kawanoe, Kanonji, Marugame, Takamatsu y Okayama (incluye todos los servicios rápidos) |
| 1 | ● Línea Yosan | Hacia Matsuyama, Iyo, Yawatahama y Uwajima (incluye una parte de los servicios rápidos) | |
| 2 | ● Línea Yosan |                                                                                         | Hacia Imabari, Saijō, Niihama, Iyomishima, Kawanoe y Kanonji (sólo algunos servicios comunes)                                    |
| 2 | ● Línea Yosan | Hacia Matsuyama, Iyo, Yawatahama y Uwajima (incluye una parte de los servicios rápidos) | |
| 3 | ● Línea Yosan |                                                                                         | Hacia Imabari, Saijō, Niihama, Iyomishima, Kawanoe y Kanonji (sólo algunos servicios comunes)                                    |
| 3 | ● Línea Yosan | Hacia Matsuyama e Iyo (sólo algunos servicios comunes)                                  | |

## Alrededores de la estación
- Dependencia Hōjō del Ayuntamiento de la ciudad de Matsuyama
- Puerto de Hōjō
- Universidad de Santa Catarina
- Terminal de autobuses Hōjō del Ferrocarril Iyo

## Historia
- 1926: el 28 de marzo se inaugura la estación Iyohōjō.
- 1987: el 1° de abril pasa a ser una estación de las divisiones Ferrocarriles de Pasajeros de Shikoku y Ferrocarriles de Carga de la Japan Railways.

## Estación anterior y posterior
- Línea Yosan 
  - Estación Ōura (Y47)  <<  Estación Iyohōjō (Y48)  >>  Estación Yanagihara (Y49)